# Profesionalen Futbolen Klub Neftohimik Burgas 1962
Il Profesionalen Futbolen Klub Neftohimik Burgas 1962 (in bulgaro Професионален футболен клуб Нефтохимик Бургас 1962?), meglio noto come Neftochimic Burgas, è una società calcistica bulgara con sede nella città di Burgas. Milita negli Oblastni grupi, la quarta divisione del campionato bulgaro di calcio.

## Storia
La società nasce nel 1962 con il nome di Strojtel, cambiato due anni più tardi in Neftohim. Tra il 1969 e il 1981 il club gioca solo campionati interaziendali, fino a quando non si fonde con un'altra squadra cittadina, il Lokomotiv Burgas: in seguito a questa fusione, il club prende il nome di DSF Neftohimik, ma si registra ufficialmente solo nel 1986, a cinque anni dalla fusione.
Nel 1994 il club raggiunge la massima serie bulgara sotto il nome di Neftohimik Burgas: raggiunge l'ottava posizione in campionato. Nella stagione seguente il club cambia denominazione in Nafteks Burgas e coglie il quarto posto nel massimo torneo bulgaro, a 10 punti dallo Slavia Sofia vincitore, riuscendo a chiudere davanti al CSKA Sofia di un punto. Nel 1996-1997 il Nafteks vive il periodo migliore della propria storia: termina il campionato in seconda posizione, a quattro punti di distanza dal CSKA Sofia vincitore, e si qualifica per la prima volta per una competizione europea. Nell'annata seguente il club disputa la Coppa UEFA, da dove viene estromesso al primo turno dai norvegesi del Brann: a Bergen i bulgari perdono per 2-1, poi vincono in casa per 3-2 ed escono dal torneo continentale a causa della regola dei gol fuori casa. In campionato la società di Burgas raggiunge il quarto posto, trascinata dai gol di Anton Spasov, capocannoniere del campionato. Nel 2000, in seguito al quarto posto in campionato, il Nafteks torna a disputare la Coppa UEFA: elimina al primo turno l'Omonia (1-2), ma nel secondo turno è eliminato dal Lokomotiv Mosca per 4-2.
Nelle annate successive il club non riesce più a ripetersi, terminando diversi campionati di prima divisione a centro classifica fino al 2006, quando il club conclude in penultima posizione nella prima divisione bulgara e retrocede in seconda serie. Dopo tre annate in cadetteria, nel 2009 fallisce.
Nell'estate del 2009 nasce il club Neftohimik 1986, che si propone come erede della compagine precedente partendo dalla terza serie e raggiungendo la prima divisione nella stagione 2013-2014. Alla fine del campionato 2014-2015 il club retrocede e, come il precedente, fallisce a causa dei debiti.
Nel gennaio 2015 è fondato il SNC Neftohimik Burgas come successore del Neftohimik 1986. La squadra si classifica al dodicesimo posto nel campionato 2015-2016 di seconda serie, ma ottiene la promozione in massima serie per decreto federale. Nella stagione 2016-2017 la squadra retrocede in seconda divisione dopo aver perso lo spareggio promozione-retrocessione contro il Vitoša Bistrica. Nell'annata seguente si piazza sedicesima Vtora liga e retrocede in Treta Liga. La risalita in seconda divisione sarà immediata.
Dopo essere stata squalificata dalla Vtora liga per irregolarità finanziarie nel 2021, ha ripreso a competere negli Oblastni grupi, la quarta divisione del campionato bulgaro di calcio.

## Organico

### Rosa
Aggiornata al 1º febbraio 2020.
| N. |                     | Ruolo | Calciatore     |
| -- | ------------------- | ----- | -------------- |
| 1  | Bulgaria (bandiera) | P     | Pavel Zdravkov |
| 2  | Bulgaria (bandiera) | D     | Džunejt Ali    |
| 3  | Bulgaria (bandiera) | D     | Atanas Tašolov |
| 4  | Bulgaria (bandiera) | D     | Plamen Tenev   |
| 6  | Bulgaria (bandiera) | D     | Cvetan Čahov   |
| 7  | Bulgaria (bandiera) | C     | Galin Dimov    |
| 8  | Bulgaria (bandiera) | C     | Emanuil Manev  |
| 9  | Bulgaria (bandiera) | A     | Ivan Kolev     |
| 10 | Bulgaria (bandiera) | C     | Miroslav Radev |
| 14 | Bulgaria (bandiera) | A     | Živko Petkov   |

| N. |                     | Ruolo | Calciatore               |
| -- | ------------------- | ----- | ------------------------ |
| 20 | Bulgaria (bandiera) | A     | Ivan. Cačev              |
| 21 | Bulgaria (bandiera) | C     | Cvetan Filipov (captain) |
| 22 | Bulgaria (bandiera) | C     | Cvetomir Conkov          |
| 23 | Bulgaria (bandiera) | D     | Dijan Moldovanov         |
| 27 | Bulgaria (bandiera) | D     | Nikolaj Kostov           |
| 33 | Bulgaria (bandiera) | P     | Rosen Andonov            |
| 66 | Bulgaria (bandiera) | C     | Radoslav Apostolov       |
| 77 | Bulgaria (bandiera) | C     | Dimităr Kostadinov       |
| 92 | Bulgaria (bandiera) | C     | Erik Počanski            |
| 99 | Bulgaria (bandiera) | C     | Kristijan Paraškevov     |

## Palmarès

### Competizioni nazionali
- Vtora profesionalna futbolna liga: 1

2012-2013

### Altri piazzamenti
- Campionato bulgaro:

Terzo posto: 1996-1997
- Coppa di Bulgaria:

Semifinalista: 1986-1987, 1994-1995, 2005-2006
- Vtora profesionalna futbolna liga:

Secondo posto: 2011-2012